# Grury
Grury é uma comuna francesa na região administrativa de Borgonha-Franco-Condado, no departamento Saône-et-Loire. Estende-se por uma área de 45,29 km². Em 2010 a comuna tinha 532 habitantes (densidade: 11,7 hab./km²).